# Ariel (grand-bi)
Pour les articles homonymes, voir Ariel.
L'Ariel, est un grand-bi conçu à Coventry (Grande-Bretagne) en 1871 par William Hillman et James Starley.

## Histoire
L'Ariel est un des premiers grand-bis réalisés en fer avec cadre et fourche tubulaire. Cette bicyclette connut un énorme succès et beaucoup d’exemplaires ont pu être conservés. Coventry devint, grâce à la cette fabrication, le plus grand centre de construction de cycles. C'est en 1871, que James Starley construit l'Ariel. Il a été inventé pour rendre le vélocipède plus rapide et plus moderne.
D'un prix très modeste de 8 £, il connait un succès important.

## Caractéristiques techniques
- Tube du guidon : 88 cm
- Distance entre les essieux : 97 cm
- Diamètre de la roue avant : 143 cm
- Diamètre de la roue arrière : 43,5 cm
- Largeur du guidon : 60 cm
- Transmission : Engrenage roue